# Boleslav II de Bohême
Pour les articles homonymes, voir Boleslas et Boleslas II.
Boleslav II dit le Pieux (en tchèque : Boleslav II. Pobožný), mort le 7 février 999, est un prince de la dynastie des Přemyslides, fils du duc Boleslav Ier de Bohême. Il fut duc de Bohême de 972 (ou 967) jusqu'à sa mort. 

## Famille
Né dans les années 930 ou 940, Boleslas II est le fils aîné de Boleslav Ier, duc de Bohême après l'assassinat de son frère aîné Venceslas Ier en 935, et de son épouse Biagota d'origine inconnue. Les raisons du meurtre de Venceslas résident avant tout dans la reconnaissance de la supériorité de Henri Ier, roi de Francie orientale (« Germanie »). Ainsi, le fils et successeur d'Henri, Otton Ier, couronné empereur des Romains en 962, a rencontré de fortes résistances de la part du Bohême. La sœur de Boleslav II, Dubravka, devient duchesse consort de la Pologne par son mariage en 965 avec le duc Mieszko Ier.
À la fin de sa vie, le duc Boleslav Ier s'est attaché à l'autonomie religieuse de la Bohême ; néanmoins, il n'a plus vu l'achèvement : selon les chroniques de Cosmas de Prague, il est décédé le 15 juillet 967. Il est à présent généralement admis qu'il mourut en 972, alors que les préparatifs pour la fondation du diocèse de Prague étaient déjà achevés.

## Règne
Afin de poursuivre la politique religieuse de son père, le nouveau duc Boleslav II sollicite du Saint-Siège l'institution d'un évêché autonome en Bohême. L'empereur Otton II ne peut s'opposer à cette requête et la diète impériale de Quedlinburg en mars 973 entérine la création d'un siège épiscopal en Bohême. L'empereur crée toutefois deux évêchés, l'un pour Prague et l'autre à Olomouc en Moravie, mais il les subordonne non à l'archidiocèse de Salzbourg, métropole de la Bavière, mais à Mayence sous contrôle direct de l'archichancelier germanique. De surcroît, il installa  sur le siège épiscopal de Prague le noble saxon Thietmar (en tchèque : Dětmar), consacré fin 975 ou début 976.
Dans la tempête après la mort de l'empereur Otton Ier, Boleslav II et son beau-frère Mieszko Ier de Pologne se rangent au côté d'Henri le Querelleur, duc de Bavière, au combat contre son cousin Otton II, et ils immobilisent les troupes impériales jusqu'en 976. À la mort du premier évêque de Prague, le saxon Thietmar, l'évêché échoit en 983 au tchèque Vojtěch, baptisé sous le nom d'Adalbert. Ce nouvel évêque est le fils du duc Slavnik, mort le 18 mars 981 et le frère de Sobeslav (Sobebor) Slavnik, chef de cette puissante famille qui contrôlait la région de Libice, à l'est de Prague. Avec l'aide de Boleslav II, Adalbert fonde le monastère de Břevnov, la seconde abbaye bénédictine du pays.
L'évêché de Moravie est supprimé après la disparition de son unique titulaire Vracen. Boleslav II s'empare de Misnie, mais il doit céder à la puissance polonaise naissante la Silésie et Cracovie vers 989-999. Le duc slavnikide Sobeslav lui refuse son aide pour la reconquête des provinces perdues. Devant ce désaccord Adalbert et son frère Radzim Gaudenty quittent Prague avec l'intention de se rendre à Jérusalem. L'abbé du Mont-Cassin l'en dissuade et Adalbert entre en fin de compte à l'abbaye Saints Boniface et Alexis à Rome sur l'Aventin.
Boleslav II, qui a attaqué seul les Polonais, est battu et il doit se réconcilier avec ses vassaux slavnik et rendre l'évêché à Adalbert en 992. L'entente dure peu et en 995 Adalbert quitte de nouveau Prague, où il est remplacé par l'intrus Zbralcynaz de 995 à 997. Adalbert meurt en martyr en Prusse en évangélisant les Borusses païens le 23 avril 997, il est inhumé à Gniezno et canonisé dès 999. L'évêché de Prague est alors occupé par le moine germanique Thiddag de 998 à 1017 en provenance de l'abbaye de Corvey. 
Boleslav II, craignant que la défection des Slavnik entraîne la perte de la Moravie et de la Slovaquie, décide de se débarrasser des membres de cette famille. Profitant d'une campagne  du duc Sobeslav et de son armée en Germanie contre les Obodrites, il attaque par traîtrise le 28 septembre 995 Libice, leur fief, et massacre ses habitants dont les quatre fils du duc: Spytimir, Bobraslav, Borej et Caslav. Sobeslav prend la fuite et se réfugia alors auprès de Boleslas Ier de Pologne.
La mort de Boleslav II le 7 février 999 provoque rapidement des troubles entre ses héritiers.

## Unions et descendance
La première épouse de Boleslav, « Adiva », est parfois identifiée à une princesse anglo-saxonne nommée Ælfgifu, une fille du roi d'Angleterre d'Édouard l'Ancien réputée avoir épousé un « prince des Alpes ». Par cette union, il serait entré dans le concert des princes occidentaux puisqu’il devint ainsi le beau-frère des deux princes francs qui se disputèrent le pouvoir, Charles III de France et Hugues le Grand ainsi que celui du futur empereur Otton Ier du Saint-Empire. Adiva fut la mère de ses fils aînés:
- Boleslav III ;
- Venceslas (mort jeune).

Sa seconde épouse une certaine Hemma ou Emma de Mělník, parfois identifié  avec Emma d'Italie (?), est la mère de ses deux autres fils : 
- Jaromir ;
- Oldřich.